# Lago Maharloo
El lago Maharloo (en persa: دریاچه مهارلو‎) es un lago salino ubicado en la provincia iraní de Fars.

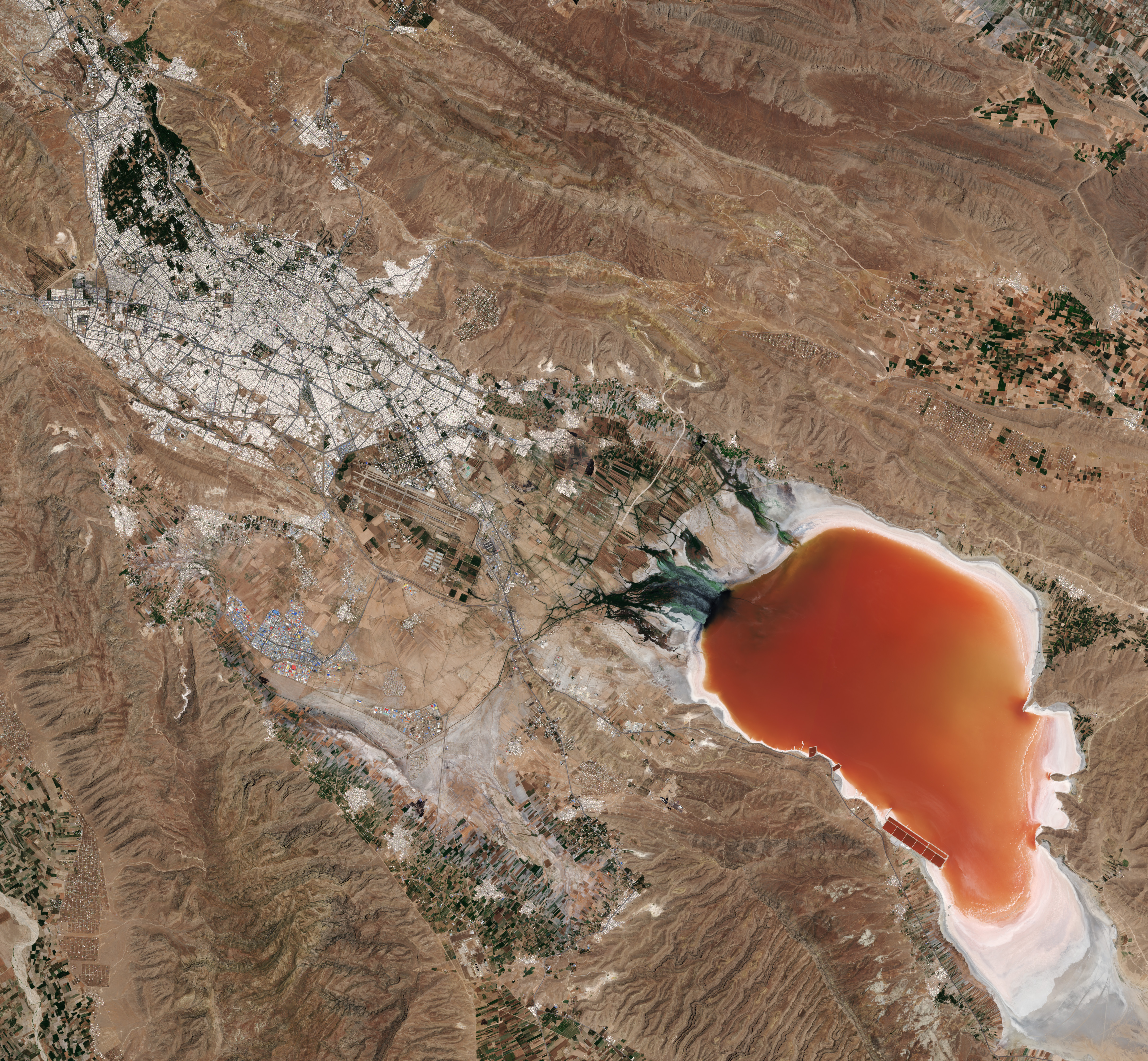
Vista del lago y de la ciudad de Shiraz (a la izquierda en la imagen) tomada por la Agencia Espacial Europea

Con una superficie de 600 kilómetros cuadrados, está situado a 27 kilómetros[cita requerida] de Shiraz, a 1500 metros sobre el nivel del mar. Tiene una longitud de 31 km, con una anchura máxima de 11 km. Se cree que se formó hace unos 20 000 años, y comenzó a acumular sal hace unos 1000. Se aprovecha para obtener sal, tanto para consumo humano como industrial.
Varios ríos son tributarios del lago, pero todos ellos son estacionales. El agua que aportan arrastra consigo la contaminación de Shiraz y otros lugares.